# Marian Reniak
Marian Reniak, vlastním jménem Marian Józef Strużyński, (26. dubna 1922 Krakov – 8. dubna 2004 Varšava) byl polský spisovatel, prozaik a filmový a televizní scenárista. Za německé okupace byl příslušníkem Zemské armády, po válce pak členem organizace Svoboda a nezávislost, agentem a posléze důstojníkem polské státní bezpečnosti.

## Životopis
Narodil se 26. dubna 1922 v Krakově jako Marian Józef Strużyński. Vystudoval Ekonomickou univerzitu v Krakově. Od roku 1947 byl spolupracovníkem tajného Zemského úřadu veřejné bezpečnosti v Krakově. K jeho největším úspěchům patří zatčení Józefa Miky, který žil pod pseudonymem "Lezsek" a vedl tajnou protikomunistickou skupinu. Vyskytuje se v jeho díle "Člověk odtamtud". Od roku 1957 byl velmi aktivním členem polské komunistické strany. Zemřel 8. dubna 2004 ve Varšavě.

## Dílo
- Nebezpečná cesta
- Člověk odtamtud
- Cesta z Mnichova
- Poslední plavba
- Sám mezi cizími lidmi
- Zapomeňte na vaše příjmení
- Po stopách ještěrky
- Nevypínejte telefon